# Гончарук Іван Савич
Іва́н Са́вич Гончару́к (псевдо: «Лісовий»; нар. 22 червня 1925 року, с. Грудки, Каширський повіт, Поліське воєводство, Польська республіка — пом. 12 липня 1989 року, м. Київ, УРСР) — український військовик, вояк УПА, член ОУН, учасник боротьби за відновлення незалежности України. Іван Гончарук став останнім вояком УПА, страченим радянським режимом.

## Родина
Народився в селянській родині, котра мала 4 гектари ріллі, корів, свиней та курей. Батько помер, коли Іванові виповнилось три роки — на руках матері, Марії Федорівни (до шлюбу Прус), залишилось четверо дітей: донька й три сини.
Закінчив польську шестирічну школу в Грудках. Після окупації Радянським Союзом, в 1939 році, вступив на курси слюсарів при залізничному депі в Ковелі. Навчання не завершив, бо треба було допомагати матері з господарством, позаяк сестра Домна вступила в шлюб, один з братів — Яків — одружився та мав власне господарство, другого, Ієва, призвали до Червоної армії. Згодом брат Яків воював в УПА, загинув 1945 року, місце поховання — невідоме.

## Боївка УПА
Після повернення повторної окупації СРСР 1944 року, Іван переховувався від мобілізації до Червоної Армії на хуторі в сестри. В липні 1944 року долучився до повстанців, двотижневий вишкіл УПА проходив на хуторі Вовки, де отримав псевдо «Лісовий». Основна діяльність загону зводилась до розправи над присланим радянсько-партійним активом та їх опорою з місцевих. Гончарук-«Лісовий» виконував, в основному, господарчі справи. Загін діяв в околиці сіл Грудки, Осівці, Мельники-Мостище та інших навколишніх сіл Камінь-Каширського та Ратнівського районів. В прямі бої із загонами НКВД намагались не вступати через можливі втрати. Перший бій з військами НКВД Іван зустрів біля села Хабарище Ратнівського району.

## Перший арешт
Вперше був схоплений співробітниками НКВД, разом з двома побратимами, 21 грудня 1945 року на хуторі біля Грудок; при собі мав гвинтівку та набої. Судили, разом із шістьма іншими вояками УПА, в 1946 році. Звинувачений в ухиленні від служби в Червоній Армії, участі в боївці УПА та збиранні продуктів для неї, бойових діях проти НКВД, вбивстві місцевої жительки. Вирок — смертна кара, однак Воєнна колегія Верховного суду УРСР замінила розстріл на 20 років каторги та 5 років позбавлення громадянських прав. Покарання відбував в таборах Колими.

## Звільнення
У 1956 році написав заяву на перегляд справи і 17 серпня 1956 року МВС СРСР вирішило звільнити Гончарука через недоцільність подальшого тримання в ув'язненні. Повернутися додому Іван не мав права, тому оселився в Усть-Омчузі, селищі Тенькінського району Магаданської області, де влаштувався кухарем до військової частини. Там познайомився з дівчиною з Сумщини, що працювала там швачкою, Ганною Проценко, з якою згодом побрались. Родина мала двох дітей — сина та доньку.
Потім працював кухарем торговельної контори, після курсів у Магадані став очільником їдальні на 169-у кілометрі колимської дороги. Рідне село — Грудки — відвідував раз на три роки, згідно з дозволом.

## Повернення до України
У 1969 році, за допомогою батьків дружини, купили на Харківщині хату, куди переїхали 1975 року. Іван був вже пенсіонером. Проживав з родиною в селищі Комсомольське.
У жовтні 1986 року управління КДБ Волинської області розпочало проти Івана Гончарука додаткове розслідування за статтею 399 КПК УРСР. Архівно-кримінальна справа № 13017 з обвинувачення Гончарука розпочата 29 червня і завершена 17 вересня 1987 року.

## Другий арешт
10 червня 1987 року майор КДБ В. М. Приступа склав постанову про притягнення як обвинуваченого Івана Гончарука.
Головне обвинувачення у цьому документі:
|  | «...перейшов на сторону ворога, добровільно вступивши в банду УПА організації українських націоналістів (ОУН), яка спільно з фашистами вела збройну боротьбу проти радянської держави за відділення від Радянського Союзу Української РСР і встановлення на її території буржуазного ладу.» |

Звинувачення Гончарукові висунули надумані, адже німців на той час (1945 рік) на Волині вже не було і про жодну співпрацю не могло бути й мови. До Івана Савича застосували статті 56 та 64 КК УРСР із застосуванням Указу Президії Верховної Ради СРСР від 4 березня 1965 року, у якому йдеться про покарання нацистських злочинців без терміну давності. Окрім цього, була застосована Постанова Президії Верховної Ради СРСР від 3 вересня 1965 року, що дозволяла смертну кару до осіб, які «проводили активну карательську діяльність, брали особисту участь у вбивствах радянських людей», тобто радянської окупаційної адміністрації та НКВД, хоча пряма участь у вбивствах Гончаруком залишилась недоведеною.
24 червня 1987 року президія Волинського обласного суду скасувала вирок Івану Гончаруку від 28 березня 1946 року і через 5 днів він був заарештований. Допити проводились в Готвальді, Луцьку, по 8 годин на день. Під час слідства було вчинено тиск на родину, зустрітися з членами котрої дозволяли через три дні.

## Розстріл
Відкритий судовий процес відбувся в місті Камінь-Каширський і тривав від 12 до 16 жовтня 1987 року. Одночасно КДБ організувало сходи сіл, котрі вимагали засудження та розстрілу «бандита». Вирок суду був передбачуваним — смертна кара. Обвинувачений так і не визнав провини щодо катувань та вбивств, касаційні скарги адвоката та обвинуваченого не досягли бажаного результату.
19 жовтня 1987 року в Луцьку суддя Борис Плахтій, який у 2021 році через суд домігся підвищення пенсії до 202 тис. грн на місяць, та народні засідателі Б. Панчук та Г. Артеменко підписали смертний вирок.
Постанову Президії Верховної Ради Української РСР від 19 квітня 1988 року, з текстом «Відхилити клопотання про помилування І. Гончарука», у Києві підписала голова Президії Верховної ради УРСР Валентина Шевченко.
29 червня 1989 року арештували майно сім'ї Гончаруків: описано будинок площею 77,7 м², арештовані грошові вклади.
Івана Гончарука розстріляли 12 липня 1989 року в Києві. Місце поховання невідоме.
Рішенням Національної комісії з реабілітації від 29 квітня 2021 року був реабілітований.

## Вшанування пам'яті
У місті Камінь-Каширський вулицю Степана Мельника перейменували на вулицю Івана Гончарука.